# Karl XII:s norska fälttåg
I slutet av Stora nordiska kriget gjorde Sverige två misslyckade försök att invadera Norge. Det första försöket gjordes 1716, och det andra 1718. 

Uniform buren av Karl XII vid Fredrikshald den 30 november 1718. Finns på Livrustkammaren.

## Bakgrund
Efter det att Karl XII kommit hem till Sverige år 1715 så slog han sig ner i Ystad och arbetade hårt för att få rikets ekonomi på fötter igen – och då samtidigt kunna skriva ut fler soldater, köpa in fler hästar och tillverka fler kanoner. Nödmynten var ett av sätten att finansiera kriget, men också det som senare gav landet ekonomisk kris. Efter att ha avvärjt hotet österifrån – de ryssar som landsteg och plundrade landet – var det dags för ett nytt fälttåg, tyckte Karl. Men inte för att ta tillbaka de förlorade finska länen. Slaget som han förberedde – det som kanske skulle ha fått Sveriges och Nordens historia att ta en annan vändning – var nämligen slaget mot Norge.

## 1716 års fälttåg
Ett anfall mot Kristiania över vattnet misslyckades, eftersom isen inte var tillträckligt stark. Ett andra stormningsförsök över landvägen fick också avböjas, då man inte medtagit tillräckligt många artilleripjäser.

## 1718 års fälttåg
En armé på 40 000 man gjordes i ordning. Det var en stor styrka – det var inte unga och oövade rekryter som man länge trott utan krigsvana och välmotiverade trupper. Planen var att general Armfelt skulle ta en styrka på 11 550 karoliner, varav ca 8 000 var stridande förband, och anfalla det nordliga Trondheim, för att kapa Norge på mitten. Dessutom var Trondheim en viktig stad och dess erövrande skulle betyda mycket för fälttåget. Själv skulle Karl XII ta huvudstyrkan i söder och gå genom Halden mot Kristiania. I november belägrades fästningen Fredriksten nära Halden, och under kungens direkta order framskred belägringen mycket fort. Just Fredriksten var av avgörande betydelse för fälttåget, den kallades för "Norges nyckel" eftersom den som behärskade den strategiskt viktiga fästningen också behärskade knutpunkten i det visserligen primitiva men viktiga norska vägnätet, utan det skulle de danska trupperna i Norge vara helt avskurna från övriga Danmark och därmed ge upp ganska snart, det var en realistisk plan men fästningen var svårintaglig och trupperna som försvarade den var väl förskansade inne i den med stora förråd av både mat och vapen. Men den svenska belägringen fortskred sakta och en svensk seger låg inte helt utom räckhåll. Men då, den 30 november, träffades kung Karl XII av en kula som genomborrade bägge tinningarna och direkt medförde döden. Fälttåget avbröts; sydarmén marscherade tillbaka till Sverige och gårdarna medan nordarmén stod kvar utanför Trondheim längre norrut. Så snart Armfelt fått meddelande om kungens död och att huvudanfallet avbrutits, beslöt även han att retirera. Det blev en hård återmarsch, genom kallt klimat och soldaterna led svårt av törst, kyla och överraskades även av en snöstorm. Av ursprungliga ca 6 000 man frös ca 4 000 ihjäl under det som brukar kallas Karolinernas dödsmarsch.